# Botswana a 2012. évi nyári olimpiai játékokon
Botswana a nagy-britanniai Londonban megrendezett 2012. évi nyári olimpiai játékok egyik részt vevő nemzete volt. Az országot az olimpián 2 sportágban 4 sportoló képviselte, akik összesen 1 érmet szereztek. Botswana első érmét szerezte az olimpiai játékok történetében.

## Érmesek
| Érem  | Versenyző  | Sportág  | Versenyszám |
| ----- | ---------- | -------- | ----------- |
| Ezüst | Nijel Amos | Atlétika | Férfi 800 m |

## Atlétika
Férfi
| Versenyző     | Versenyszám | Előfutam | Előfutam | Előfutam | Elődöntő | Elődöntő | Elődöntő | Döntő   | Döntő    |
| Versenyző     | Versenyszám | Idő      | Hely.    | Össz.    | Idő      | Hely.    | Össz.    | Idő     | Helyezés |
| ------------- | ----------- | -------- | -------- | -------- | -------- | -------- | -------- | ------- | -------- |
| Isaac Makwala | 400 m       | 45,60    | 4.       | 22.      | kiesett  | kiesett  | kiesett  | kiesett | kiesett  |
| Nijel Amos    | 800 m       | 1:45,90  | 1.       | 3.*      | 1:44,54  | 2.       | 4.       | 1:41,73 |          |

Női
| Versenyző       | Versenyszám | Előfutam | Előfutam | Előfutam | Elődöntő | Elődöntő | Elődöntő | Döntő | Döntő    |
| Versenyző       | Versenyszám | Idő      | Hely.    | Össz.    | Idő      | Hely.    | Össz.    | Idő   | Helyezés |
| --------------- | ----------- | -------- | -------- | -------- | -------- | -------- | -------- | ----- | -------- |
| Amantle Montsho | 400 m       | 50,40    | 1.       | 1.       | 50,15    | 1.       | 5.       | 49,75 | 4.       |

* - egy másik versenyzővel azonos eredményt ért el

## Ökölvívás
Férfi
| Versenyző   | Versenyszám | Selejtező                     | Nyolcaddöntő      | Negyeddöntő       | Elődöntő          | Döntő             | Helyezés |
| Versenyző   | Versenyszám | Ellenfél Eredmény             | Ellenfél Eredmény | Ellenfél Eredmény | Ellenfél Eredmény | Ellenfél Eredmény | Helyezés |
| ----------- | ----------- | ----------------------------- | ----------------- | ----------------- | ----------------- | ----------------- | -------- |
| Oteng Oteng | Légsúly     | Jeyvier Cintrón (PUR) · 12–14 | kiesett           | kiesett           | kiesett           | kiesett           | 17.      |